# Bras de la Règle

Structure de la Voie lactée.
Sur ce diagramme, le Soleil est représenté par un point jaune.

Le bras de la Règle (également appelé bras du Cygne, bras extérieur, ou encore bras Règle-Cygne) est un des quatre bras spiraux majeurs de la Voie lactée. À l'instar du bras Sagittaire-Carène, le bras de la Règle a la particularité de prendre sa source sur l'extrémité de la barre centrale (et non dans la région avoisinante).
Le bras de la Règle à proprement parler est en fait la partie du bras proche du centre galactique, tandis que les zones plus extérieures du bras sont appelées bras du Cygne. Bien que les deux termes sont généralement utilisés séparément pour désigner le bras entier, il est, dans ce cas, plus exact de parler du bras Règle-Cygne.
Le bras de la Règle est de 15,5 ± 2,8 kpc de rayon et se situe en dehors du bras de Persée. Ce bras est ainsi nommé en raison de sa proximité avec la constellation de la Règle sur la sphère céleste